# Tephritis carmen
Tephritis carmen
 es una especie de insecto díptero del género Tephritis, familia Tephritidae. Erich Martin Hering la describió en 1937.
Se encuentra en Europa. 